# Црква Св. апостола Луке у Јаловику
Црква Св. апостола Луке у Јаловику, насељеном месту на територији општине Владимирци, подигнута је 1938. године и припада Епархији шабачкој Српске православне цркве. Споменик је културе Србије од децембра 2022.

## Прошлост
Прва црква, за коју се зна, подигнута је 1727. године од храстових дасака, била је покривена шиндром, без свода, са дрвеном Светом трпезом. Није имала крстионицу и звона на звонари. Цркву је 1732. године осветио епископ Доситеј (Николић). Постоји претпоставка да је у селу постојала и раније богомоља, на коју указују називи Калуђеровац и Ћелије, као данашње топониме који се користе за делове села. Касније, 1817. године грађена је нова црква, која је била исто брвнара али је имала једно звоно и она је служила до 1914. године, када је изгорела у пожару. 
За време постојања ове цркве, вршене су припреме за зидање цркве од тврдог материјала, које су почеле 1859. године. Уз скупљање прилога, уједно се тражила и сагласност од Попечитељства просвешченија (Министарства вера) за подизање. Градња цркве је почела 1860. године и трајала до 1864. године када је завршена, урађене певнице и иконостас. Саграђена је на старом сеоском гробљу, од камена и цигле у готском стилу, са високим звоником у којем су била смештена три звона. Црква је била покривена цинк-плеком и патосана мермерним плочама. Освештана је исте године од епископа шабачког Гаврила. Цркву је 1893. године оштетио земљотрес и пошто је подигнута на трошном терену била је склона паду. Поправке које су изведене 1895. и 1907. године нису могле спречити урушавање, те је решењем Епархије шабачке из 1923. године, црква затворена.

## Данашња црква
Садашња црква истог посвећења, почела је да се зида 1935. године, на месту претходне из 1864. године, по пројекту инжењера Александра Бучина из Шапца. Предузимач је био Шимун Франовић Далматинац, под надзором инжењера Боривоја Костића из Београда. Црква је завршена 1938. године и освећена малим јерејским освећењем.